# Erdősgetal

Als de rode figuur een gezamenlijke publicatie heeft met Erdős en een gezamenlijke publicatie met de blauwe figuur, dan heeft de blauwe figuur het erdősgetal 2, aangezien hij twee stappen van Paul Erdős verwijderd is. Hierbij wordt aangenomen dat de blauwe figuur niet zelf ook een gezamenlijke publicatie met Erdős heeft.

Het erdősgetal, genoemd naar de Hongaarse wiskundige Paul Erdős, is een wijze om de "samenwerkingsafstand" te beschrijven in wetenschappelijke artikelen tussen een auteur en Erdős.
Het erdősgetal van een auteur wordt als volgt gedefinieerd.
- Paul Erdős heeft een erdősgetal 0.
- Het erdősgetal van elke andere auteur X is 1 hoger dan het kleinste erdősgetal van alle auteurs met wie X ooit een artikel heeft gepubliceerd.
- Indien geen van de auteurs met wie X ooit een artikel heeft gepubliceerd, een eindig erdősgetal heeft, is het erdősgetal van X oneindig groot.

Dit betekent het volgende. Erdős heeft in zijn leven ongeveer 1500 wiskundige artikelen geschreven, meestal met coauteurs. 509 wiskundigen hebben samen met hem gepubliceerd: zij hebben erdősgetal 1. De auteurs die met (een of meer) van hen hebben samengewerkt, maar niet met Erdős zelf, hebben een erdősgetal 2; dit zijn momenteel een kleine 7000 wetenschappers. Al hun coauteurs, behalve zij die reeds een erdősgetal  1 of 2 hebben, hebben een erdősgetal 3, enzovoort. Indien geen "keten van coauteurs" tussen een auteur Y en Erdős is te maken, is het erdősgetal van Y oneindig groot.
Erdősgetallen zijn al vele jaren een onderdeel van de folklore van de wiskundige wereld. Onder alle publicerende wiskundigen aan het eind van de twintigste eeuw wordt gewoonlijk maximaal een erdősgetal van 15 behaald, maar het gemiddelde ligt onder de 5. Door de toegenomen interdisciplinaire samenwerking is het mogelijk geworden dat een substantieel deel van alle wetenschappers die (veel) artikelen met andere wetenschappers hebben gepubliceerd, eindige erdősgetallen hebben, zelfs in velden die ver liggen van pure wiskunde (zelfs geneeskunde of sociale wetenschappen). Men kan bijvoorbeeld denken aan een statisticus met een eindig erdősgetal die heeft samengewerkt met farmacologen, die daardoor ook een eindig erdősgetal hebben "verworven", enzovoort.
Het bacongetal is een toepassing van hetzelfde idee in de filmindustrie, dat acteurs die samen in één film hebben gespeeld verbindt aan acteur Kevin Bacon. De som van het erdősgetal en het bacongetal van een persoon wordt wel het Erdős-Bacongetal genoemd.
Voor de grap wordt wel gezegd dat ook honkballer Hank Aaron een erdősgetal van 1 heeft, omdat hij en Erdős hun handtekening zetten op dezelfde honkbal, toen zij beiden een eredoctoraat ontvingen van Emory University.